# Mali Borak
Mali Borak (cyr. Мали Борак) – wieś w Serbii, w okręgu kolubarskim, w gminie Lajkovac. W 2011 roku liczyła 89 mieszkańców.